# Le combattenti
Le combattenti (Les Combattantes) è una miniserie televisiva storica in otto puntate ideata da Alexandre Laurent e andata in onda nel 2022 sull'emittente francese TF1.
La miniserie è stata distribuita a livello internazionale in streaming sulla piattaforma Netflix a partire dal 19 gennaio 2023.

## Trama
La storia è ambientata durante la prima guerra mondiale nella città di Saint Paulin, dove gli uomini sono quasi tutti partiti al fronte per schierarsi nelle file dell'esercito francese, mentre le donne hanno preso il loro posto nei lavori della vita quotidiana. Le protagoniste sono proprio quattro di queste donne: Marguerite, una prostituta, Caroline, che si trova a dirigere la fabbrica del marito dopo la partenza di questi al fronte, Mère Agnes, madre superiora di un convento ora adibito a ospedale militare, e Suzanne, infermiera.

## Produzione
La serie viene ideata a Alexandre Laurent che, dopo il successo della sua precedente serie storca Destini in fiamme, decide di riprendere le tre attrici protagoniste Audrey Fleurot, Julie de Bona e Camille Lou per raccontare nuovamente un evento storico visto dallo sguardo non più maschile, come solitamente avviene, ma femminile. A queste tre attrici decide di aggiungerne una quarta, e del cast entra a far parte anche l'attrice franco-marocchina Sofia Essaïdi. Esattamente come in Destini in fiamme lo scopo era raccontare la tragica vicenda dell'incendio del Bazar de la Charité dal punto di vista delle donne, vittime dimenticate di questa catastrofe, in questo caso il desiderio era quello di raccontare il ruolo chiave avuto dalle donne nel corso della prima guerra mondiale mentre tutti gli uomini partivano al fronte ed esse si ritrovavano di colpo a dover ricoprire ruoli che fino a quel momento erano appartenuti solamente agli uomini.

## Personaggi principali
Marguerite de Lancastel
interpretata da Audrey Fleurot: prostituta parigina, si reca a Saint Paulin per cercare una persona a lei molto cara. Qui trova lavoro presso il bordello del potente Marcel Dumon, che la sera viene frequentato dai soldati in cerca di svago. A Saint Paulin, però, Marguerite, fa anche un incontro del tutto inaspettato con Caroline Dewitt, un incontro che la lascia profondamente scossa. Da subito Marguerite ci appare estremamente indipendente e testarda, in quanto va in giro da sola in automobile e, al contrario delle altre dipendenti del bordello, non nutre alcun timore nei confronti di Marcel, né tanto meno ne subisce il fascino.
Caroline Dewitt, interpretata da Sofia Essaïdi: moglie di Victor Dewitt, si ritrova sola a gestire la fabbrica del marito quando questi parte al fronte per mettere a disposizione dell'esercito francese le sue competenze ingegneristiche. Per quanto questo ruolo di responsabilità sia del tutto nuovo per lei, Caroline, conscia della grande fiducia e stima che il marito ripone in lei, è pronta a prenderselo, se non che, poco dopo la partenza di Victor, arriva inatteso suo fratello Charles, cognato di Caroline, il quale sembra disposto a tutto pur di spodestare la donna dal suo nuovo ruolo e prendere in mano la fabbrica personalmente.
Mère Agnès, interpretata da Julie de Bona: è la madre superiora del convento di Saint Paulin, che, a causa della guerra, viene adibito ad ospedale militare dove le suore si improvvisano infermiere per cercare di prestare soccorso a quanti più feriti possibili. E sarà proprio uno di questi feriti, un soldato rinvenuto dalla madre superiora stessa, a farle dubitare di tutto, perfino della sua fede fino a quel momento incrollabile.
Suzanne Faure, interpretata da Camille Lou: infermiera presso l'ospedale Salpêtrière a Parigi, è costretta a scappare dopo essere stata accusata di omicidio. Con la polizia alle calcagna, vorrebbe attraversare il confine e trovare rifugio in Svizzera, dove vive parte della sua famiglia, ma per puro caso si ritrova al convento di Mère Agnès e, spronata anche dall'unico medico presente, Joseph Duvernet, decide di restarvi per poter mettere a disposizione dei numerosissimi feriti la sua grande conoscenza della medicina.